# اکاگاس، بارتین
اکاگاس، بارتین (به لاتین: Akağaç, Bartın) یک  Köy  در ترکیه است که در استان بارتین واقع شده‌است.

## خصوصیات
اکاگاس ۱٬۱۹۰ نفر جمعیت دارد.